# Villeréal
Villeréal ist eine französische Gemeinde mit 1.265 Einwohnern (Stand: 1. Januar 2022) im Département Lot-et-Garonne in der Region Nouvelle-Aquitaine. Sie gehört zum Arrondissement Villeneuve-sur-Lot und zum Kanton Le Haut Agenais Périgord.
2018 wurde Villeréal mit dem Prädikat Die schönsten Dörfer Frankreichs ausgezeichnet.

## Geografie
Villeréal liegt etwa 16 Kilometer nördlich von Villeneuve-sur-Lot. Der Dropt begrenzt die Gemeinde im Nordwesten. Umgeben wird Villeréal von den Nachbargemeinden Rives im Norden, Rayet im Norden und Nordosten, Saint-Martin-de-Villeréal im Osten, Dévillac im Südosten, Saint-Étienne-de-Villeréal im Süden, Saint-Eutrope-de-Born im Südwesten, Montaut im Westen und Südwesten, Bournel im Westen sowie Mazières-Naresse im Nordwesten.
Durch die Gemeinde führt die frühere Route nationale 676.

## Geschichte
Als Bastide wurde der Ort 1267 gegründet.

## Bevölkerungsentwicklung
| Jahr                       | 1962 | 1968 | 1975 | 1982 | 1990 | 1999 | 2006 | 2018 |
| Einwohner                  | 1142 | 1280 | 1359 | 1138 | 1195 | 1186 | 1257 | 1290 |
| Quellen: Cassini und INSEE |      |      |      |      |      |      |      |      |

## Sehenswürdigkeiten
- Kirche Notre-Dame, teilweise aus der Zeit der Bastidengründung, spätere Umbauten aus dem 14., 18. und 19. Jahrhundert, Monument historique
- Markthalle

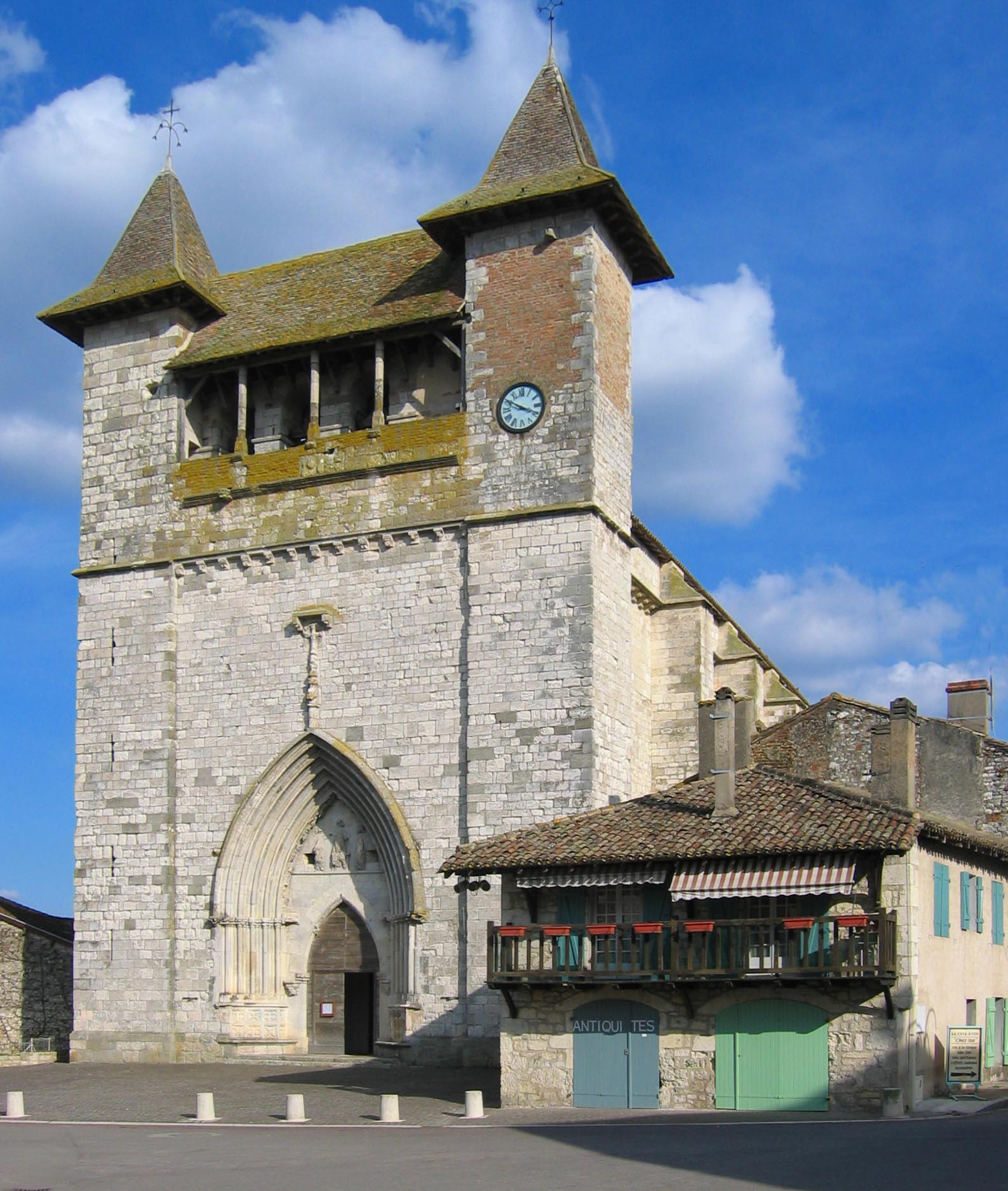
Kirche Notre-Dame
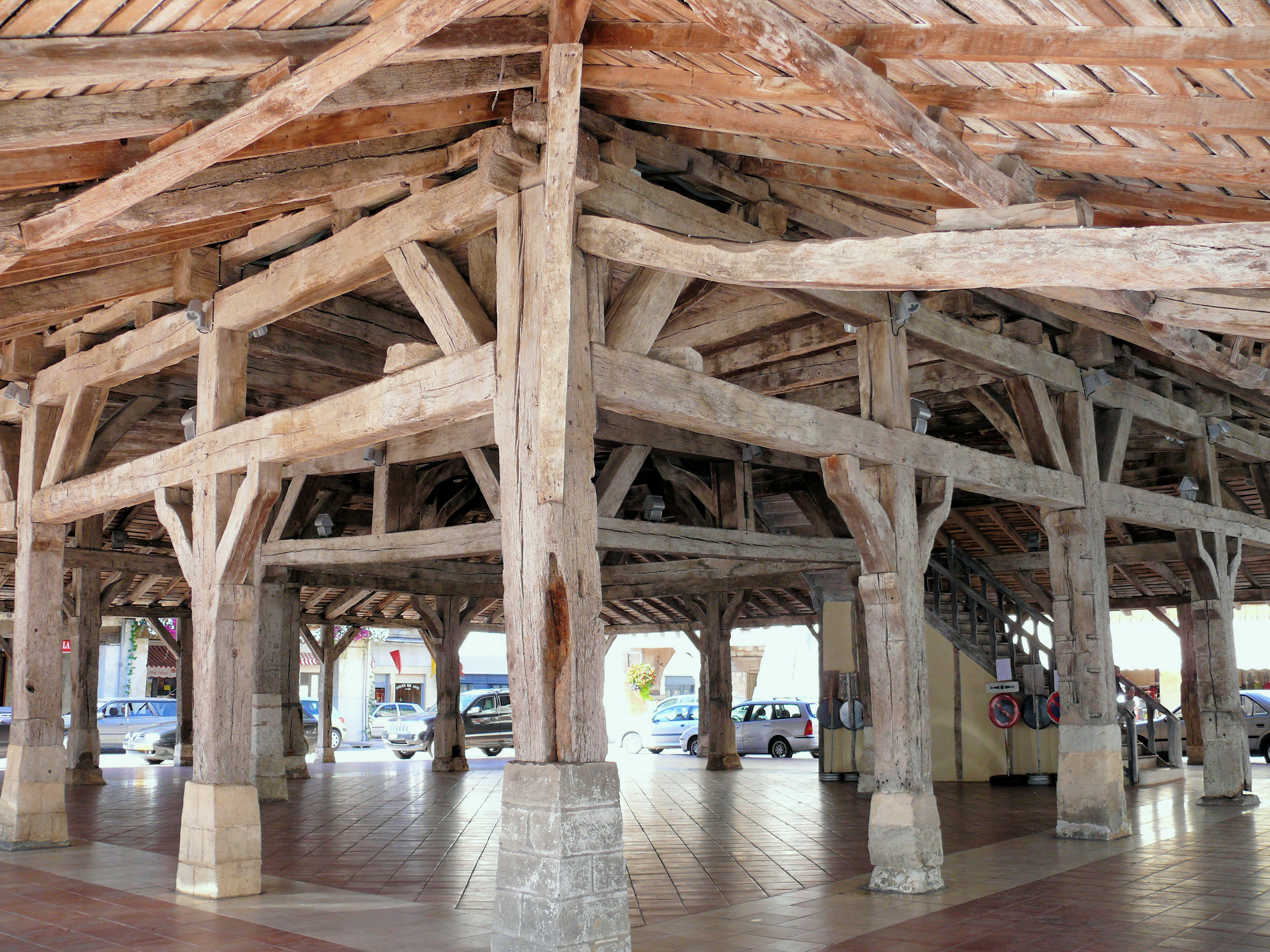
Markthalle

## Persönlichkeiten
- Roger Bissière (1886–1964), Maler

## Gemeindepartnerschaften
Mit den französischen Gemeinden Château-Chinon (Ville) im Département Nièvre und Saint-Georges-de-Mons im Département Puy-de-Dôme sowie der spanischen Gemeinde La Sotonera in der Provinz Huesca (Aragon) bestehen Partnerschaften.